# Dominik Szoboszlai
Dominik Szoboszlai (tiếng Hungary: Szoboszlai Dominik, phát âm tiếng Hungary: [ˈsoboslɒi]; sinh ngày 25 tháng 10 năm 2000) là một cầu thủ bóng đá chuyên nghiệp người Hungary hiện đang thi đấu ở vị trí tiền vệ cho câu lạc bộ Premier League Liverpool và là đội trưởng của đội tuyển bóng đá quốc gia Hungary. 
Trải qua hệ thống đào tạo trẻ, Szoboszlai ra mắt đội một vào năm 2017 với câu lạc bộ Áo FC Liefering, đội dự bị của Red Bull Salzburg. Vào tháng 1 năm 2018, Szoboszlai ra mắt câu lạc bộ chuyên nghiệp, trở thành cầu thủ luôn có tên vào sân đá chính từ mùa giải 2018–19. Sau ba mùa giải, anh đã giúp câu lạc bộ của mình giành được ba danh hiệu vô địch quốc gia và hai cúp quốc nội. Tháng 1 năm 2021, Szoboszlai chuyển sang đầu quân RB Leipzig, một câu lạc bộ gắn liền với Red Bull Salzburg, với giá 20 triệu euro, qua đó giúp anh trở thành cầu thủ Hungary đắt giá nhất mọi thời đại. Trong ba mùa giải ở câu lạc bộ, anh đã giúp đội bóng của mình giành được hai danh hiệu DFB-Pokal.
Szoboszlai đại diện cho Hungary trên trường quốc tế, cả ở cấp độ trẻ và cấp độ đội một. Anh đã có màn ra mắt chính thức trong đội một tại vòng loại UEFA Euro 2020, giúp đội tuyển của anh tham dự vòng chung kết bằng cách ghi bàn ở phút cuối cùng trong trận đấu play-off với Iceland.

## Sự nghiệp câu lạc bộ

### Liefering
Szoboszlai ra mắt chuyên nghiệp trong chiến dịch 2017–18, với Liefering tại giải hạng hai trước Kapfenberg vào ngày 21 tháng 7 năm 2017. Anh ghi bàn thắng chuyên nghiệp đầu tiên vào lưới FC Blau-Weiß Linz vào ngày 4 tháng 8 năm 2017.

### Red Bull Salzburg

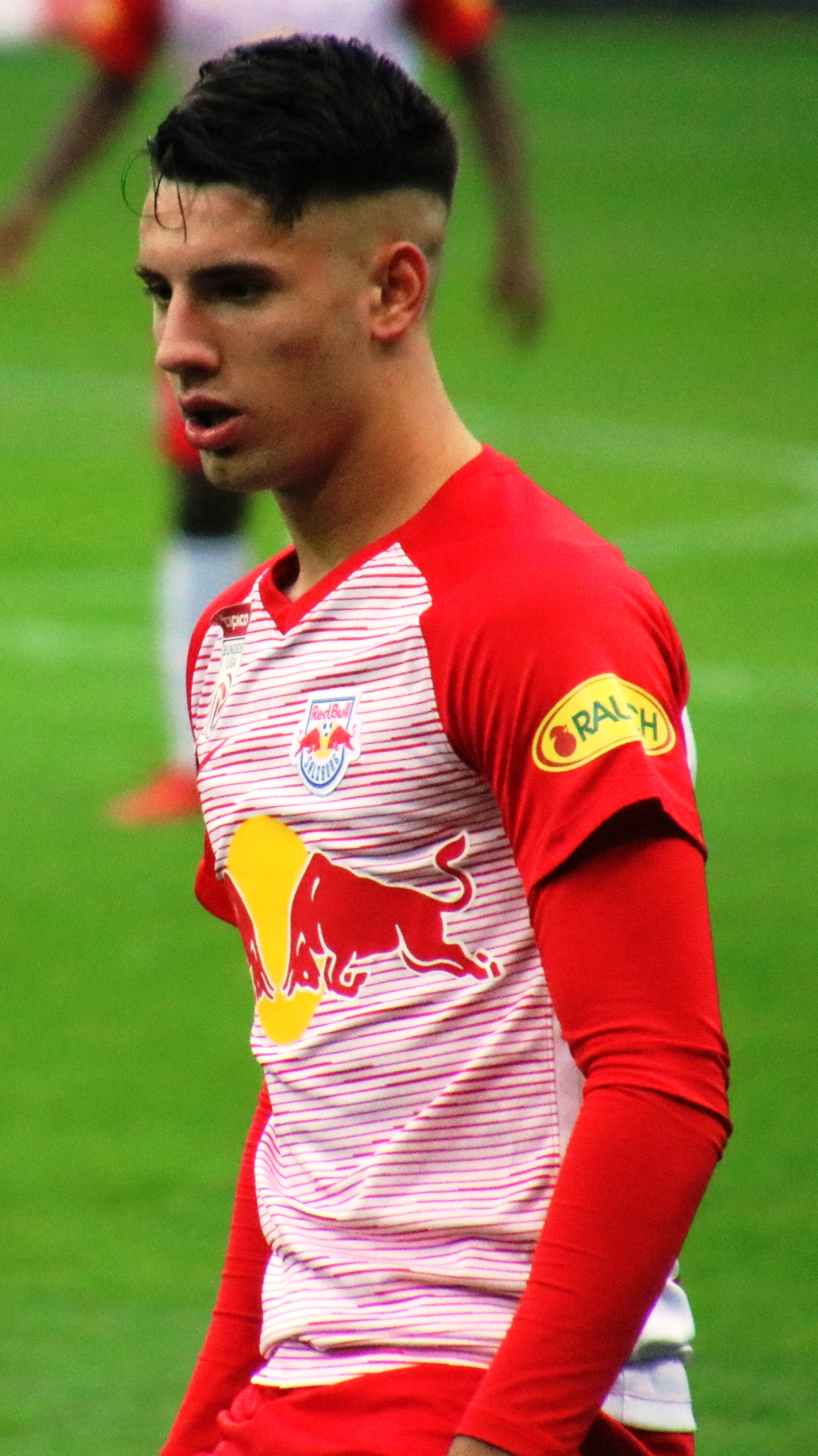
Szoboszlai thi đấu cho Salzburg năm 2018

Trong mùa giải 2017–18, anh có trận ra mắt trước Austria Wien vào ngày 27 tháng 5 năm 2018. Anh vào sân ở phút thứ 57 để thay cho Enock Mwepu. Anh ghi bàn thắng đầu tiên cho câu lạc bộ trong chiến thắng 6–0 tại Austrian Cup trước SC Eglo Schwarz. Anh ghi bàn thắng đầu tiên ở giải đấu vào lưới Wacker Innsbruck vào ngày 17 tháng 3 năm 2019. Vào ngày 17 tháng 9 năm 2019, anh ra mắt Champions League và ghi bàn thắng đầu tiên trong giải đấu này trước Genk trong chiến thắng 6–2.
Anh lập hat-trick giúp Salzburg thắng 5–1 trước Sturm Graz vào ngày 10 tháng 6 năm 2020. Anh đã kết thúc mùa giải với 9 bàn thắng và 14 pha kiến tạo trong 27 trận đấu ở giải VĐQG, đồng thời được bầu chọn là cầu thủ của mùa giải cho mùa 2019–20 ở hạng đấu cao nhất của bóng đá Áo, Bundesliga.

### RB Leipzig

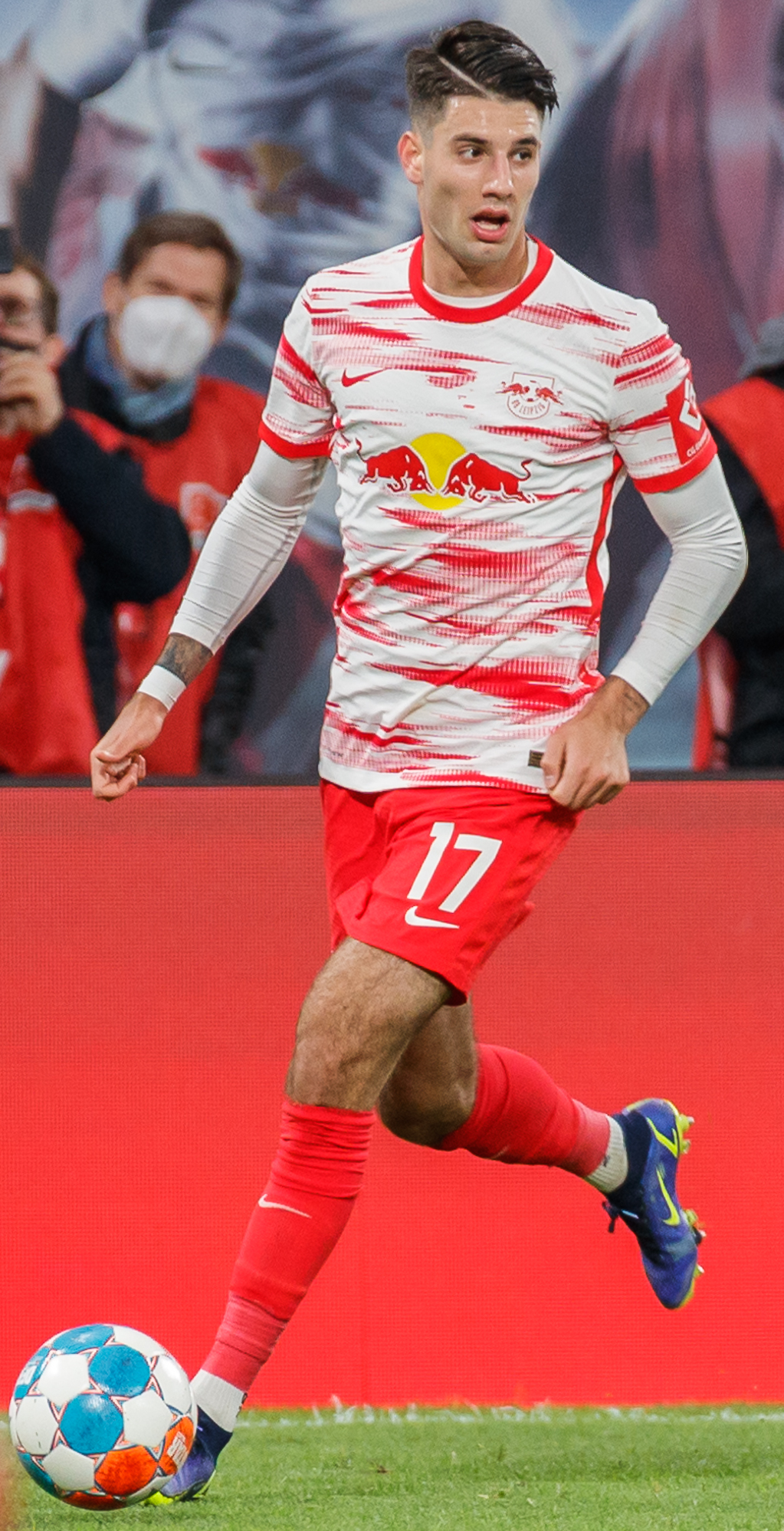
Szoboszlai thi đấu cho Leipzig năm 2020

Vào ngày 17 tháng 12 năm 2020, RB Leipzig thông báo về việc ký hợp đồng với Szoboszlai có thời hạn 4 năm rưỡi, đến tháng 6 năm 2025. Anh ấy đủ điều kiện thi đấu vào tháng 1 năm 2021. Với mức giá được báo cáo là 20 triệu euro, Szoboszlai trở thành cầu thủ Hungary đắt giá nhất trong lịch sử. Tuy nhiên, Szoboszlai không thể góp mặt trong bất kỳ trận đấu nào cho RB Leipzig ở mùa giải 2020–21 do chấn thương dài hạn.

#### Mùa giải 2021–22
Trong mùa giải Bundesliga 2021–22, anh ấy đã có 31 lần ra sân và ghi được 6 bàn thắng.
Anh ra mắt vào ngày 7 tháng 8 năm 2021 trong trận đấu Cúp quốc gia Đức gặp SV Sandhausen, nơi anh vào sân ở phút 78 và ghi bàn ba phút sau đó. Vào ngày 20 tháng 8, anh ghi hai bàn thắng đầu tiên ở Bundesliga trong chiến thắng 4–0 trước VfB Stuttgart. Vào ngày 17 tháng 4 năm 2022, anh ghi bàn thắng duy nhất của trận đấu giữa Bayer 04 Leverkusen và Leipzig vào tuần thi đấu thứ 30 của mùa giải Bundesliga 2021–22.

#### Mùa giải 2022–23
Trong mùa giải Bundesliga 2022–23 anh đã ra sân 31 lần và ghi được 6 bàn thắng. Anh ghi bàn thắng đầu tiên trong mùa giải trong chiến thắng 3–0 trước Borussia Dortmund vào ngày 10 tháng 9 năm 2022. Vào ngày 27 tháng 1 năm 2023, anh ghi một cú đúp vào lưới VfB Stuttgart tại Red Bull Arena vào ngày thi đấu thứ 18. Kết quả cuối cùng là 2–1 nghiêng về Leipzig. Anh ghi bàn thắng thứ ba trong chiến thắng bất ngờ 3–1 trước Bayern Munich tại Allianz Arena vào ngày 20 tháng 5 trong ngày thi đấu thứ 33. Vào ngày 3 tháng 6, anh ghi bàn thắng thứ hai trong chiến thắng 2–0 trước Eintracht Frankfurt trong trận chung kết DFB-Pokal tại Olympiastadion ở Berlin.

### Liverpool
Vào ngày 2 tháng 7 năm 2023, Liverpool thông báo rằng họ đã ký hợp đồng 5 năm với Szoboszlai, tùy thuộc vào giấy phép lao động, sau khi kích hoạt điều khoản giải phóng hợp đồng của anh ấy được cho là có giá trị lên tới 60 triệu bảng Anh. Anh trở thành bản hợp đồng đắt giá thứ 3 trong lịch sử Liverpool. Anh ấy cũng sẽ trở thành cầu thủ Hungary thứ ba thực sự chơi cho câu lạc bộ sau István Kozma và Adam Bogdan, trong khi nhiều người khác, chẳng hạn như đồng đội cũ của anh ấy tại Leipzig Peter Gulacsi, đã không thể xoay sở để cạnh tranh góp mặt trong một trận đấu cấp cao.

## Sự nghiệp quốc tế

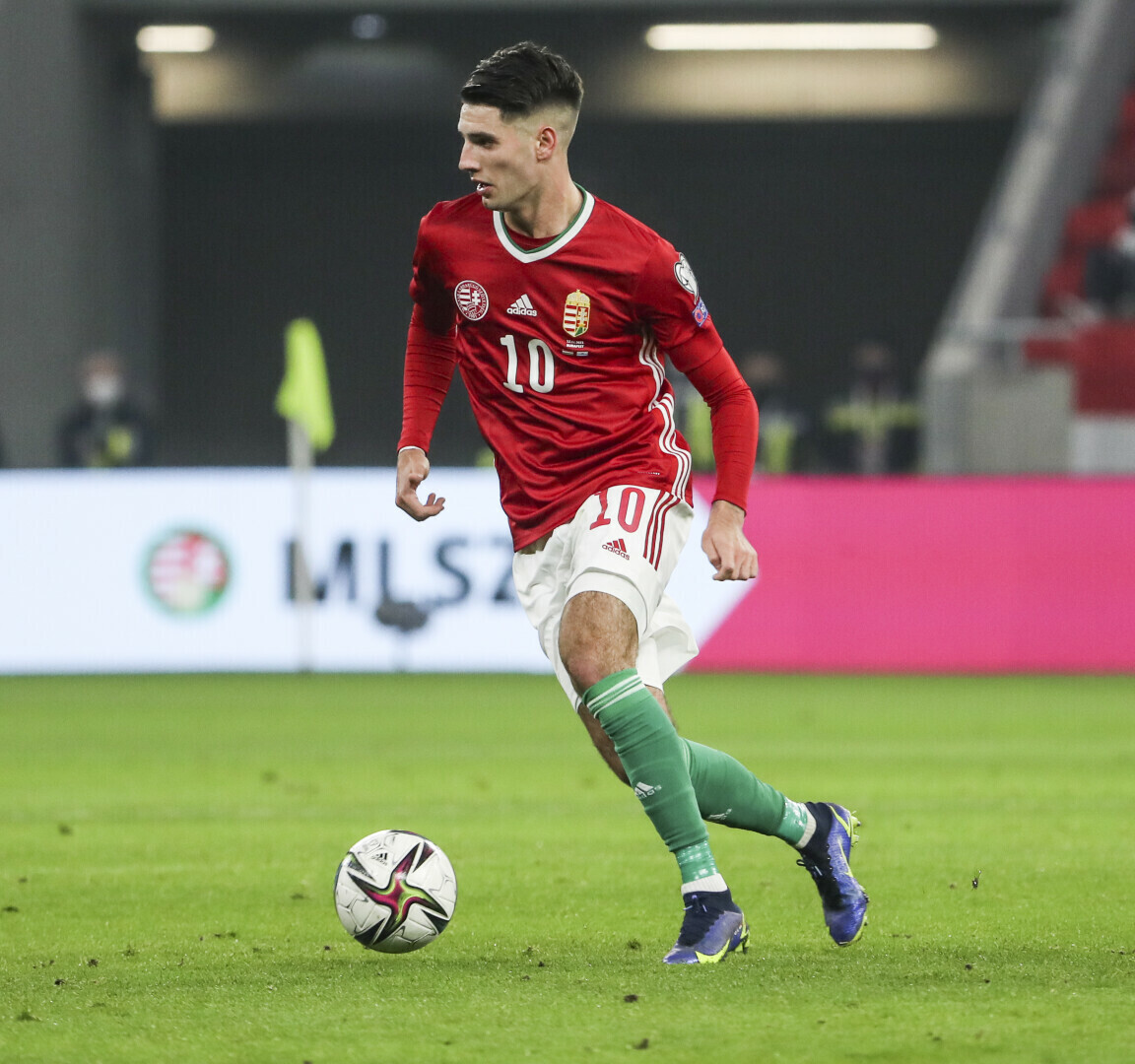
Szoboszlai thi đấu cho đội tuyển quốc gia năm 2021

Szoboszlai là đội trưởng của U-17 Hungary trong Giải vô địch bóng đá U-17 châu Âu 2017 tại Croatia, anh đã ghi hai bàn thắng và đội của anh ấy đứng thứ 6 trong giải đấu này. Anh ấy cũng là đội trưởng của U-19 Hungary trong chiến dịch Giải vô địch bóng đá U-19 châu Âu 2019. Anh ra mắt cho đội U-21 trước U-21 Đức vào ngày 1 tháng 9 năm 2017.
Anh lần đầu tiên được triệu tập vào đội tuyển Hungary cho trận giao hữu gặp Nga và vòng loại FIFA Wolrd Cup 2018 đấu với Andorra vào tháng 6 năm 2017. Anh ra mắt đội tuyển quốc gia vào ngày 21 tháng 3 năm 2019 trong trận đấu tại vòng loại Euro 2020 trước Slovakia khi vào sân thay người ở phút thứ 54 cho László Kleinheisler. Anh ấy đã ghi bàn thắng quốc tế đầu tiên của mình vào lưới cùng một đối thủ, Slovakia, trong cùng một trận đấu của UEFA Euro 2020 trong một quả đá phạt trực tiếp trên sân nhà.
Anh ấy đã ghi bàn trong một quả đá phạt khác tại UEFA Nations League 2020–21 (hạng đấu B) trước Thổ Nhĩ Kỳ, nơi Hungary giành chiến thắng 1–0 trước Thổ Nhĩ Kỳ ở Sivas.
Trong trận đấu play-off Euro 2020 gặp Iceland, anh đã ghi bàn quyết định vào phút cuối để đưa Hungary tới Euro 2020. Mặc dù ban đầu được chọn để chơi ở trận đấu sau, Szoboszlai đã rút lui vì chấn thương vào ngày 1 tháng 6 năm 2021. Vào ngày 4 tháng 6 năm 2022, Szoboszlai ghi một quả phạt đền trong chiến thắng 1–0 trước Anh ở UEFA Nations League 2022–23 (hạng đấu A), đây là trận thắng đầu tiên của Hungary trước Anh kể từ ngày 31 tháng 5 năm 1962, tại FIFA World Cup 1962.
Sau khi Ádám Szalai giã từ đội tuyển và chấn thương dài hạn của Péter Gulácsi, các đồng đội của đội tuyển quốc gia và Marco Rossi đã bổ nhiệm Szoboszlai làm đội trưởng mới của đội tuyển quốc gia. Ngay sau trận giao hữu với Luxembourg, Rossi đã nói trong một cuộc phỏng vấn với M4 rằng Szoboszlai có thể sớm trở thành một cầu thủ hàng đầu, đó là lý do tại sao anh ấy được bầu làm đội trưởng của đội tuyển quốc gia.
Vào ngày 27 tháng 3 năm 2023, anh ghi bàn thắng đầu tiên với tư cách đội trưởng vào lưới Bulgaria trong chiến thắng 3–0 cho Hungary ở vòng loại Euro 2024 tại Puskás Aréna.

## Đời tư

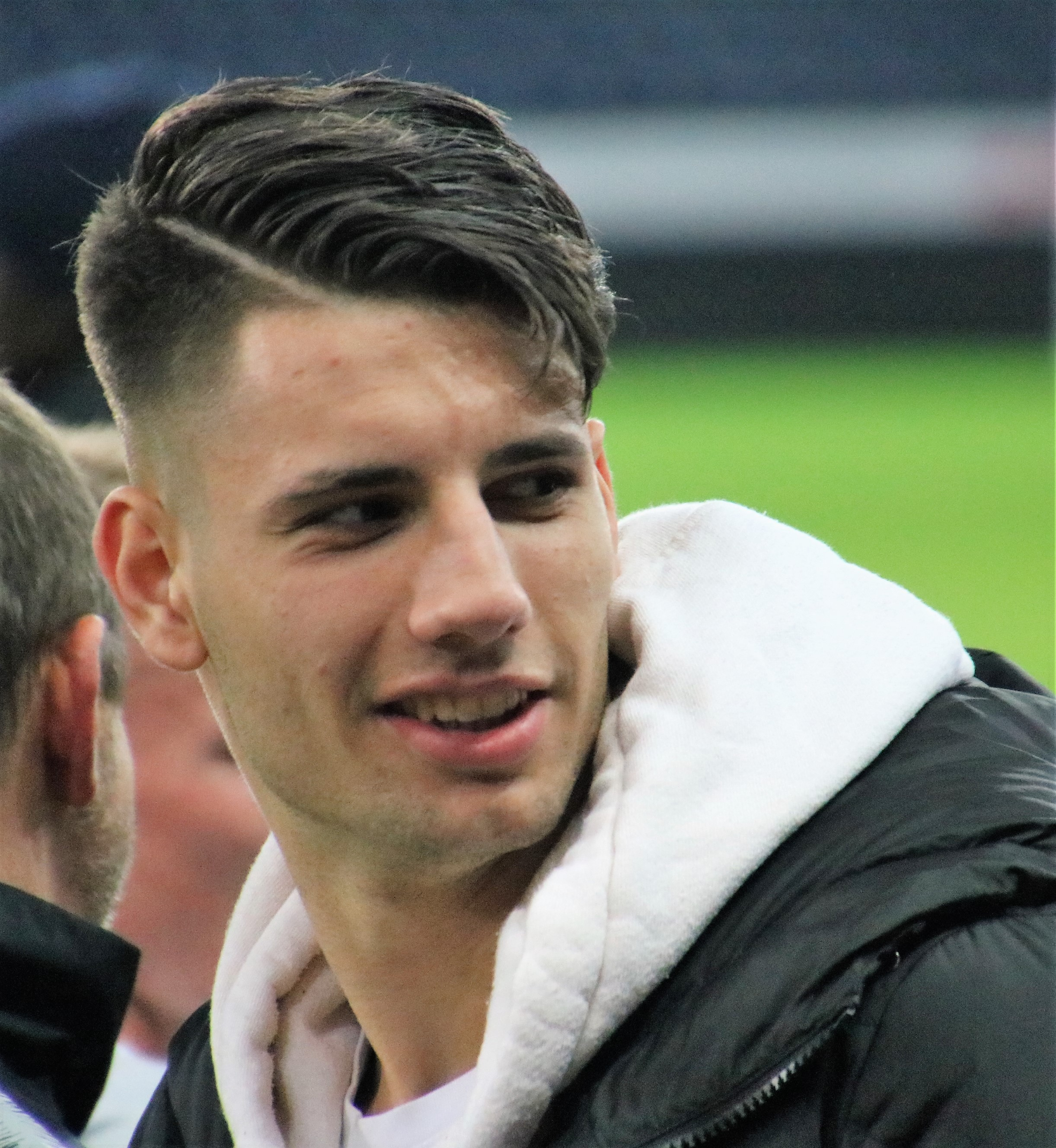
Szoboszlai năm 2019

Anh sinh ra ở Székesfehérvár. Cha anh là Zsolt, trong khi mẹ anh tên là Zsanett Németh. Khi Dominik được sinh ra, mẹ anh mới 19 tuổi, trong khi bố anh 23. Cha anh chơi ở các giải đấu thấp hơn của Austrian Bundesliga. Cha của anh ấy bắt đầu huấn luyện anh ấy từ năm ba tuổi bằng cách đặt các chai nhựa trên mặt đất để ném bóng với quả bóng.
Trong một cuộc phỏng vấn với Nemzeti Sport, Bendegúz Bolla nói rằng cha của Szoboszlai thường bắt Dominik tập chơi golf khi còn nhỏ.
Szoboszlai dành thời gian rảnh để chơi FIFA và xem anime.
Vào tháng 12 năm 2022, anh ấy đã quyên góp cho tổ chức từ thiện Cseppkő Gyermekotthoni Központ cùng với Ádám Szalai.
Vào năm 2023, anh ấy đã tặng một chiếc áo sơ mi cho quỹ giúp quyên góp tiền cho gia đình của Csaba Ponczok quá cố, cựu cầu thủ của Maglódi TC, người đã qua đời vào năm 2022.

## Thống kê sự nghiệp

### Câu lạc bộ
Tính đến ngày 3 tháng 6 năm 2023
| Câu lạc bộ          | Mùa giải            | Giải vô địch        | Giải vô địch | Giải vô địch | Cúp quốc gia | Cúp quốc gia | Cúp liên đoàn | Cúp liên đoàn | Châu lục | Châu lục | Khác | Khác | Tổng cộng | Tổng cộng |
| Câu lạc bộ          | Mùa giải            | Hạng đấu            | Trận         | Bàn          | Trận         | Bàn          | Trận          | Bàn           | Trận     | Bàn      | Trận | Bàn  | Trận      | Bàn       |
| ------------------- | ------------------- | ------------------- | ------------ | ------------ | ------------ | ------------ | ------------- | ------------- | -------- | -------- | ---- | ---- | --------- | --------- |
| Liefering           | 2017–18             | 2. Liga             | 33           | 10           | —            | —            | —             | —             | —        | —        | —    | —    | 33        | 10        |
| Liefering           | 2018–19             | 2. Liga             | 9            | 6            | —            | —            | —             | —             | —        | —        | —    | —    | 9         | 6         |
| Liefering           | Tổng cộng           | Tổng cộng           | 42           | 16           | —            | —            | —             | —             | —        | —        | —    | —    | 42        | 16        |
| Red Bull Salzburg   | 2017–18             | Austrian Bundesliga | 1            | 0            | 0            | 0            | —             | —             | —        | —        | —    | —    | 1         | 0         |
| Red Bull Salzburg   | 2018–19             | Austrian Bundesliga | 16           | 3            | 3            | 2            | —             | —             | 1        | 0        | —    | —    | 20        | 5         |
| Red Bull Salzburg   | 2019–20             | Austrian Bundesliga | 27           | 9            | 6            | 2            | —             | —             | 7        | 1        | —    | —    | 40        | 12        |
| Red Bull Salzburg   | 2020–21             | Austrian Bundesliga | 12           | 4            | 2            | 1            | —             | —             | 8        | 4        | —    | —    | 22        | 9         |
| Red Bull Salzburg   | Tổng cộng           | Tổng cộng           | 56           | 16           | 11           | 5            | —             | —             | 16       | 5        | —    | —    | 83        | 26        |
| RB Leipzig          | 2020–21             | Bundesliga          | 0            | 0            | 0            | 0            | —             | —             | 0        | 0        | —    | —    | 0         | 0         |
| RB Leipzig          | 2021–22             | Bundesliga          | 31           | 6            | 5            | 2            | —             | —             | 9        | 2        | —    | —    | 45        | 10        |
| RB Leipzig          | 2022–23             | Bundesliga          | 31           | 6            | 6            | 3            | —             | —             | 8        | 1        | 1    | 0    | 46        | 10        |
| RB Leipzig          | Tổng cộng           | Tổng cộng           | 62           | 12           | 11           | 5            | —             | —             | 17       | 3        | 1    | 0    | 91        | 20        |
| Liverpool           | 2023–24             | Premier League      | 0            | 0            | 0            | 0            | 0             | 0             | 0        | 0        | —    | —    | 0         | 0         |
| Liverpool           | Tổng cộng           | Tổng cộng           | 0            | 0            | 0            | 0            | 0             | 0             | 0        | 0        | 0    | 0    | 0         | 0         |
| Tổng cộng sự nghiệp | Tổng cộng sự nghiệp | Tổng cộng sự nghiệp | 160          | 44           | 22           | 10           | 0             | 0             | 33       | 8        | 1    | 0    | 216       | 62        |

1. ↑  Ra sân tại UEFA Europa League
2. ↑  5 lần ra sân và 1 bàn tại UEFA Champions League, 2 lần ra sân tại UEFA Europa League
3. 1 2  Ra sân tại UEFA Champions League
4. ↑  4 lần ra sân và 2 bàn tại UEFA Champions League, 5 lần ra sân tại UEFA Europa League
5. ↑  Ra sân tại DFL-Supercup

### Quốc tế
Tính đến 26 tháng 3 năm 2024
| Đội tuyển quốc gia | Năm       | Trận | Bàn |
| ------------------ | --------- | ---- | --- |
| Hungary            | 2019      | 8    | 1   |
| Hungary            | 2020      | 4    | 2   |
| Hungary            | 2021      | 6    | 2   |
| Hungary            | 2022      | 10   | 1   |
| Hungary            | 2023      | 10   | 4   |
| Hungary            | 2024      | 2    | 2   |
| Tổng cộng          | Tổng cộng | 40   | 12  |

Tính đến trận đấu diễn ra ngày 26 tháng 3 năm 2024.
Tỷ số và kết quả liệt kê bàn thắng của Hungary trước, cột tỷ số cho biết tỷ số sau mỗi bàn thắng của Szoboszlai.
| #  | Ngày                 | Địa điểm                                          | Đối thủ    | Tỷ số | Kết quả | Giải đấu                      |
| -- | -------------------- | ------------------------------------------------- | ---------- | ----- | ------- | ----------------------------- |
| 1  | 9 tháng 9 năm 2019   | Groupama Arena, Budapest, Hungary                 | Slovakia   | 1–1   | 1–2     | Vòng loại UEFA Euro 2020      |
| 2  | 3 tháng 9 năm 2020   | Sân vận động New Sivas 4 Eylül, Sivas, Thổ Nhĩ Kỳ | Thổ Nhĩ Kỳ | 1–0   | 1–0     | UEFA Nations League 2020–21   |
| 3  | 12 tháng 11 năm 2020 | Puskás Aréna, Budapest, Hungary                   | Iceland    | 2–1   | 2–1     | Vòng loại UEFA Euro 2020      |
| 4  | 12 tháng 11 năm 2021 | Puskás Aréna, Budapest, Hungary                   | San Marino | 1–0   | 4–0     | Vòng loại FIFA World Cup 2022 |
| 5  | 12 tháng 11 năm 2021 | Puskás Aréna, Budapest, Hungary                   | San Marino | 3–0   | 4–0     | Vòng loại FIFA World Cup 2022 |
| 6  | 4 tháng 6 năm 2022   | Puskás Aréna, Budapest, Hungary                   | Anh        | 1–0   | 1–0     | UEFA Nations League 2022–23   |
| 7  | 27 tháng 3 năm 2023  | Puskás Aréna, Budapest, Hungary                   | Bulgaria   | 2–0   | 3–0     | Vòng loại UEFA Euro 2024      |
| 8  | 17 tháng 10 năm 2023 | Sân vận động Darius và Girėnas, Kaunas, Litva     | Litva      | 1–2   | 2–2     | Vòng loại UEFA Euro 2024      |
| 9  | 19 tháng 11 năm 2023 | Puskás Aréna, Budapest, Hungary                   | Montenegro | 1–1   | 3–1     | Vòng loại UEFA Euro 2024      |
| 10 | 19 tháng 11 năm 2023 | Puskás Aréna, Budapest, Hungary                   | Montenegro | 2–1   | 3–1     | Vòng loại UEFA Euro 2024      |
| 11 | 22 tháng 3 năm 2024  | Puskás Aréna, Budapest, Hungary                   | Thổ Nhĩ Kỳ | 1–0   | 1–0     | Giao hữu                      |
| 12 | 26 tháng 3 năm 2024  | Puskás Aréna, Budapest, Hungary                   | Kosovo     | 1–0   | 2–0     | Giao hữu                      |

## Danh hiệu

### Câu lạc bộ
Red Bull Salzburg
- Giải bóng đá vô địch quốc gia Áo: 2017–18, 2018–19, 2019–20, 2020–21
- Cúp bóng đá Áo: 2018–19, 2019–20, 2020–21

RB Leipzig
- DFB-Pokal: 2021–22, 2022–23

Liverpool
- Premier League: 2024–25
- EFL Cup: 2023–24

### Cá nhân
- Đội hình tiêu biểu Giải bóng đá hạng nhất quốc gia Áo: 2017-18
- Cầu thủ xuất sắc nhất Giải bóng đá vô địch quốc gia Áo: 2019-20